# Yasmine Ayari
Pour les articles homonymes, voir Ayari.
Yasmine Ayari, née le 5 mars 2003, est une escrimeuse tunisienne.

## Biographie
Yasmine Ayari est vice-championne d'Afrique junior de fleuret individuel en 2023 à Accra.
Elle est médaillée de bronze en fleuret par équipe aux championnats d'Afrique 2023 au Caire.
Elle remporte  ensuite la médaille de bronze en fleuret individuel aux Jeux panarabes de 2023 en Algérie.